# تاريخ اللغة التركية
ترجع أقدم النصوص المكتوبة باللغة التركية إلى نهايات القرن السابع وبدايات القرن الثامن الميلادي، حيث وُجدت منقوشة على نُصب حجرية باستخدام الحروف الگوكتوركية ذات الخط المسماري. تتبع الباحثون تطور اللغة التركية عبر اكتشاف نقوش تذكارية تعود إلى عصور الگوكتورك والأويغور في وديان ينيسي وأورخون، وحوض نهر طاريم، حيث عُثر أيضًا على نصوص مكتوبة على الورق وألواح خشبية في مناطق طورفان وخوجو.
شهدت فترة الأويغور بين القرنين التاسع والثالث عشر تأثراً بالحضارة الهندية وظهور أدب مكتوب متأثر بالديانة البوذية، بينما احتفظ الگوكتورك بنتاج خاص في كتابات أورخون. اللغة المستخدمة في نقوش أورخون وحوض طاريم وضواحي كاشغر وبالاصاغون كانت متقاربة، مع فروق بسيطة في الصوت والقواعد، وازدهرت مع مرور الوقت لتصبح لغة مكتوبة متكاملة، رغم اختلاف المفردات نتيجة الاختلافات الثقافية والحضارية.
احتوت نصوص الأويغور على ألفاظ ذات أصول هندية وبوذية، في حين تزخر نصوص القراخانيين بمفردات فارسية وعربية تعكس تأثير الحضارة الإسلامية. وتمتد اللغة التركية الحديثة، التي يتحدث بها الأتراك من منغوليا وحتى شمال البحر الأسود وشرق أوروبا والأناضول، مباشرة من هذه اللغة القديمة التي وثقتها نقوش أورخون والأويغور.
نتيجة لامتداد الغزو التركي حول السلاجقة منذ ما قبل القرن الحادي عشر في خرسان وإيران وأذربيجان، ثم في العراق والأناضول وسوريا، وامتدادها حتى القرن الثالث عشر إلى البلقان، نشأت لهجة تعرف بـ«التركية الغربية» التي تمثل امتدادًا للغة التركية القديمة مع اختلافات بسيطة. وعلى الرغم من التنوع في هذه اللغات، فإن لغات الترك تتقارب في بنيتها النحوية بشكل كبير، وتتفق في معجمها الأساسي بما يسمح في كثير من الحالات بالتفاهم بين متحدثيها كأنهم لهجات مختلفة لنفس اللغة. ومع ذلك، يمكن تصنيف اللغات التركية إلى مستويات وفروع لغوية متعددة بناءً على الخصائص اللغوية لكل منها.

## بدايات اللغة التركية

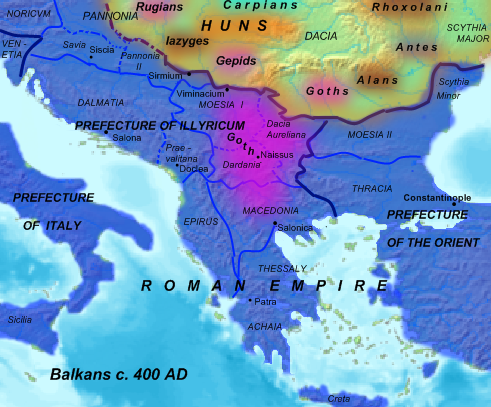
رسم توضيحي لتمركز أقوام الهون في دول البلقان في القرن الرابع الميلادي

لم يُطلَق اسم «الترك» (Türk) في العصور الأولى على مجتمع بعينه، بل كان مصطلحًا سياسيًا يدل على المنتسبين إلى مكان معيّن. أول استخدام لهذا الاسم كان في دولة «الگوك ترك»، ثم توسع ليشمل كل التجمعات البشرية في ذلك النطاق الجغرافي، ومع مرور الزمن أصبح يُستخدم للدلالة على الشعوب المنحدرة من سلالة الترك. تختلف المصادر في معاني كلمة «ترك»، فبعضها يرى أنها تعني التكامل، ويقبلها المؤرخون عمومًا مرادفًا للقوة والمتانة، بينما تشير مصادر أخرى إلى أنها كانت لقبًا للأشخاص المنحدرين من سلالة «الخاقانات»، ثم توسع استخدامها ليشمل الأقوام المتشاركة في الموقع الجغرافي والأصل العرقي.
تُرجع المصادر المعتمدة على الحفريات الأثرية تاريخ ظهور الترك إلى ما بين خمسة آلاف وأربعة آلاف سنة قبل الميلاد، إلا أن هذه الاكتشافات الأثرية وحدها لا تكفي لتكوين رؤية واضحة حول تطور الوضع الحضاري والثقافي للمنطقة.
كانت آسيا الوسطى مسرحًا للعديد من الحركات الثقافية على مدى قرون طويلة، وشهدت تشكيل أول إمبراطورية تركية وتوسعاتها الكبيرة وسيطرتها على شعوب متعددة. ويُعتبر قوم «الهون» أول من تحدث اللغة التركية، وهم أنفسهم الذين أطلق عليهم الصينيون اسم «هيونج-نو». وتُعد دولة الهون من أطول الدول التي أسست أسرة وحكمًا بين الترك، إذ لم تتجاوزها إلا الدولة العثمانية من حيث مدة الحكم. وترجع بعض المراجع تاريخ الهون أو آل «هيونج-نو» إلى ما قبل القرن الثاني قبل الميلاد، وكان موطنهم ممتدًا بين منغوليا الحالية وجبال ألتاي. ووردت معلومات مفصلة عنهم منذ القرن الثامن قبل الميلاد، إذ وصلوا حتى نهر «هوانج-هو» في عمق الصين.

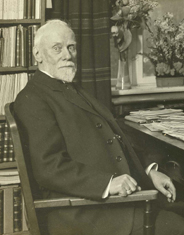
عالم اللغة الدنماركي ويلهالم طومسن الذي فك رموز كتابات أورخون

تذكر المراجع الصينية الخاقان «طويو-ماو» أو «تيومان» بالنطق التركي، وهو أول إمبراطور للهون، الذي وصل إلى السلطة حوالي 220 قبل الميلاد. حاول هذا الإمبراطور جمع الترك تحت علم واحد ووضع اللبنات الأولى لبناء إمبراطورية كبيرة. في سنة 209 قبل الميلاد انتقلت السلطة إلى «مته» ابن «تيومان»، الذي يطلق عليه الأتراك اسم «بهادر»، ويُعتبر أول من أرسى مبدأ «أن الأرض هي أساس بناء الأمة» عند التحدث عن المبادئ القومية وبناء الدولة.
أما فيما يخص الخصائص اللغوية للغة الهون التي وردت في المصادر الصينية، فهي مكتوبة بالصينية، ويشير أحد الباحثين إلى وجود حوالي 190 لفظًا غير مفهوم معناها، أغلبها أسماء خاصة أو ألقاب. في المصادر الأجنبية المختلفة توجد ما بين 30 إلى 40 لفظة، بالإضافة إلى جملة مكونة من عدة كلمات، وترجمة لقصيدة رثاء باللغة الهونية.
وقد حاول «نيمث» توضيح الكلمات الهونية الموجودة في المصادر المختلفة، كما تناول «طلعت تكين» في بحثه المسمى «لغة الهونيين» توضيح الكلمات الباقية من اللغة الهونية بالتركية. حتى اليوم توجد عشر نظريات حول لغة وهوية «الهيونج-نو»، وأكثرها تأييدًا هي التي تربطهم بأصل تركي وتؤكد أنهم تحدثوا اللغة التركية القديمة.
مع ذلك، هناك باحثون يعتبرون اللغة الهونية فرعًا منفصلًا عن عائلة اللغة التركية، وليس مرحلة من تطورها، ويربطونها مع لغات البلغار والخزر والجوواش القديمة. وهناك علماء آخرون يحاولون إيجاد صلة بين اللغة الهونية واللغات المذكورة سابقًا.
تعد كتابات أورخون وينيسي أقدم النصوص التركية التي وصلت إلينا، وترجع إلى القرن الثامن الميلادي، وُجدت منقوشة على نصب حجرية بالحروف الگوك تركية المكتوبة بالخط المسماري. منذ ذلك التاريخ يمكن تتبع تطورات اللغة التركية، إذ اكتُشفت نصوص تذكارية منقوشة منذ عصر الگوك ترك والأويغور في وديان ينيسي وأورخون وحوض نهر طريم، إضافة إلى نصوص مكتوبة على الورق في منطقة طورفان وخوجو، وكذلك ألواح خشبية من نفس المنطقة. ويوجد نص بوذي يسمى "Nirvana Sutra" تُرجم إلى التركية في القرن السادس، رغم أنه لم يصل إلينا بعد.
على الرغم من عدم وجود نصوص مكتوبة تعود لفترات أقدم من القرن السادس، فإن اللغة التركية تحمل خصائص لغوية تعود إلى عصور بعيدة جدًا. يرى بعض اللغويين أن اللغة التركية تطورت بصعوبة كبيرة حتى وصلت إلى مستواها النموذجي الحالي، ولكي نفهم تطور هذه اللغة، يجب دراسة تاريخ تشكلها منذ بداية الكتابات القديمة وحتى اليوم. كما أشار بعض الباحثين في علم الآثار، استنادًا إلى أدلة ونتائج الحفريات التي أُجريت مؤخرًا، إلى أن اللغة التركية كانت مستخدمة كلغة كتابة منذ قرون قبل الميلاد.
وانتشر استخدام اللغة التركية على نطاق واسع من حيث المجال والزمن، منذ عهد الگوك ترك وحتى يومنا هذا، وشمل هذا الانتشار ثقافات متعددة تعرضت لفترات ومراحل تطور مختلفة.

## اللغة التركية القديمة
يطلق مصطلح «اللغة التركية القديمة» على الفترة اللغوية الممتدة من القرن السادس حتى القرن الحادي عشر الميلادي، والتي تشمل نصوصاً كتبت في عهد گوك ترك والأويغوريين. كما يُضم أحيانًا إلى هذه الحقبة النصوص التركية الإسلامية الأولى التي تنتمي إلى اللغة القرة خانية في القرنين الثاني والثالث عشر، باعتبارها امتدادًا طبيعيًا لتطور اللغة التركية القديمة.
تنتشر نصوص هذه الحقبة بشكل كبير في عهد الأويغوريين، نظراً لاستخدامهم الحروف الأويغورية، ويُقسم تاريخ اللغة التركية القديمة إلى فرعين رئيسيين هما گوك ترك (552-745م) والأويغوريين الذين خلفوا حكم گوك ترك في آسيا الوسطى.

### عهد گوك ترك
أقام گوك ترك علاقات سياسية واقتصادية وتجارية واسعة مع جيرانهم في الشرق والغرب، مما أدى إلى دخول بعض الكلمات الأجنبية إلى لغتهم، خاصة أسماء الألقاب والمناصب الإدارية، لكنها ظلت عناصر معزولة ولم تؤثر جوهريًا على بنية اللغة التركية التي بقيت خالصة من الناحية الصوتية والنحوية.
يعتقد بعض الباحثين أن اسم «ترك» قد يكون مستمدًا من العبارة التي كان يقولها «بِلغه خاقان» مؤسس نقوش أورخون: «أنا بلغه التركي الذي خُلق في السماء مثل إله السماء»، أو من عشيرة «أبناء إجينيا» التي أسست إمبراطورية الهون.
من أهم النصوص التي وصلتنا من هذه الحقبة هي «كتابات گوك ترك» أو «شواهد أورخون»، وهي نصوص منقوشة على أحجار بمنطقة أورخون وينيسي، تخلد ذكرى شخصيات بارزة مثل تونيوكوك (725م)، كول تيغين (734م)، وبيلغه خاقان (735م). كما وُجدت نصوص أخرى تعود إلى القرن السابع الميلادي في نفس المنطقة.

#### أبجدية گوك ترك
تعتبر أبجدية گوك ترك أول نظام كتابة للغة التركية، وتعرف أيضًا بالكتابة التركية الرونية القديمة، وهي مشابهة في الشكل للأبجدية الرونية الإسكندنافية، لكنها تطورت بشكل تركي خاص.
تتألف هذه الأبجدية من 38 حرفاً، أربعة منها للصوائت، ولكن كل حرف صائت يعبر عن صوتين مختلفين، مما يجعل قراءة بعض الكلمات صحيحة تعتمد على معرفة مسبقة.

### عهد الأويغوريين
برز الأويغوريون بعد سقوط دولة گوك ترك، واعتُبروا أول ممثلين للحضارة التركية المستقرة والمدنية. طوّر الأويغوريون نظام كتابة خاص بهم، وتلقوا تأثيرات لغوية وثقافية كبيرة من الأقوام المجاورة وديانات مثل البوذية والمانية والبرهمية، ما انعكس على ثراء مفرداتهم بلفظات من هذه اللغات.
تتنوع نصوص الأويغوريين بين الدينية والأدبية والطبية، وتُظهر تأثرًا كبيرًا باللغات السنسكريتية والصينية. وقد استمر استخدام هذه اللغة المكتوبة حتى القرن الرابع عشر الميلادي.

#### أبجدية الأويغوريين
تعد الأبجدية الأويغورية من أهم أبجديات ما بين أبجدية گوك ترك والأبجدية العربية، وهي مشتقة من الخط الصغدي، لكنها أكثر سهولة وتطوراً.
رغم ذلك، لم تكن هذه الأبجدية تعكس كافة الأصوات التركية بشكل كامل، إذ على سبيل المثال حرف الـvav يمثل أربع أصوات صائتة مختلفة، وحرف الـye يعبر عن صوتين مختلفين، مما يحد من دقتها لتمثيل اللغة التركية.
ظلت الأبجدية الأويغورية مستخدمة لفترة طويلة، خاصة في كتابة المخطوطات البوذية التي انتشرت بين الأويغور في تركستان الشرقية لمدة قرون، كما استخدمت في بعض المؤلفات الإسلامية حتى حلّت محلها الأبجدية العربية مع انتشار الإسلام.

## اللغة التركية الوسطى
يطلق مسمى "اللغة التركية الوسطى" على لغة الكتابة التركية التي ظهرت في آسيا الوسطى بين القرنين الحادي عشر والخامس عشر، وتُعرف أيضاً باسم "تركيا آسيا الوسطى المشتركة". في هذه الفترة، أنتج الأدب التركي أعمالاً مهمة مثل كتاب "قوتادغو بيليغ" وكتاب "عتبة الحقائق". كان هذا العصر زمن انتشار الأقوام التركية على نطاق واسع، وبدأ في القرن الثاني عشر تشكل لهجات تركية متعددة نتيجة هجرة هذه الأقوام نحو الغرب وانتشارهم في مناطق جغرافية مختلفة.
منذ القرن الثالث عشر، ظهرت لغة مكتوبة تبيّن الفروق الواضحة بين هذه اللهجات التي قُسمت إلى التركية الشرقية، التركية الغربية، التركية الشمالية، والتركية الجنوبية. وعلى الرغم من هذا التنوع، كانت هذه اللغات متقاربة في بنيتها النحوية وتتفق في المعجم الأساسي بدرجة كبيرة تسمح بالتفاهم بين متحدثيها كأنهم يتحدثون لهجات مختلفة للغة واحدة.
أهم ما ميز هذه الفترة هو تطور اللغة التركية تحت تأثير الحضارة الإسلامية، حيث أحدث اعتناق الأتراك للإسلام تغيرات جوهرية في أنماط الحياة واللغة. أدخلت مفردات جديدة مثل "جامع"، "مسجد"، و"مدرسة دينية"، وأصبحت العربية لغة الدين والفارسية لغة الكتابة والتأليف الأدبي، كما كانت تُدرس هاتان اللغتان في المدارس، وكتب العلماء والفنانون إنتاجهم الأدبي بهما.

### اللهجة التركية القرة خانية
بدأ الأتراك الانفصال عن الساحات الثقافية القديمة ودخلوا في الساحة الجديدة مع اعتناق الإسلام في القرن العاشر، حيث أنهت فترة اللغة التركية القديمة وبدأت مرحلة جديدة تعكس التأثير الإسلامي منذ القرن الحادي عشر. في عام 940م، قبل الحاكم القرة خاني "عبد الكريم صادوق بغرا خان" الإسلام كدين رسمي للدولة، مؤسساً أول دولة تركية مسلمة.
مع توسع الدولة القرة خانية، انتشرت اللغة التركية القرة خانية - وهي تطور للغة التركية القديمة - إلى جانب الأدب التركي الإسلامي. رغم أن القرة خانيين اعتنقوا الإسلام، فإنهم استمروا في التفاعل مع التراث الثقافي القديم، مما جعل أدبهم يعكس مزيجاً من خصائص اللغة الأويغورية والثقافة الإسلامية.
من المؤلفات الهامة لهذه الحقبة كتاب "قوتادغو بيليغ"، و"عتبة الحقائق"، و"ديوان لغات الترك". جدير بالذكر أن "ديوان لغات الترك" كُتب باللغة العربية على يد محمود الكشغري بهدف إعلاء شأن اللغة التركية وتعليمها للعرب. واستخدمت الأبجدية العربية في الكتابة التركية منذ القرن التاسع وظلت لفترة طويلة الأبجدية الأكثر شيوعاً، وكان القرة خانيين أول من كتب بها اللغة التركية.

### اللهجة التركية الخوارزمية
كانت خوارزم منطقة تقع على ضفتي نهر جيحون، وسكنها قوم من الأصول الإيرانية الشرقية. اللهجة الخوارزمية تفرعت من اللهجة القرة خانية، وظلت مستخدمة بين القرن الحادي عشر والثالث عشر. وقد كانت لغة الأدب في إيران الشرقية.
تكونت اللهجة الخوارزمية متأثرة باللهجات القرة خانية، التركمان، الكيبچاك، والأوغوز، وكانت لغة المثقفين والجيش. وبسبب هجرات الأقوام التركية المختلفة، اكتسبت اللهجة أبنية شكلية وكلمات خاصة بها.
من مؤلفات هذه اللهجة: قاموس "مقدمة الأدب"، وكتاب "قصص الأنبياء"، والمنظومة الصوفية "معين المريد"، وكتاب "نهج الفراديس".

### اللهجة التركية الشمالية (اللهجة القبچاقية)

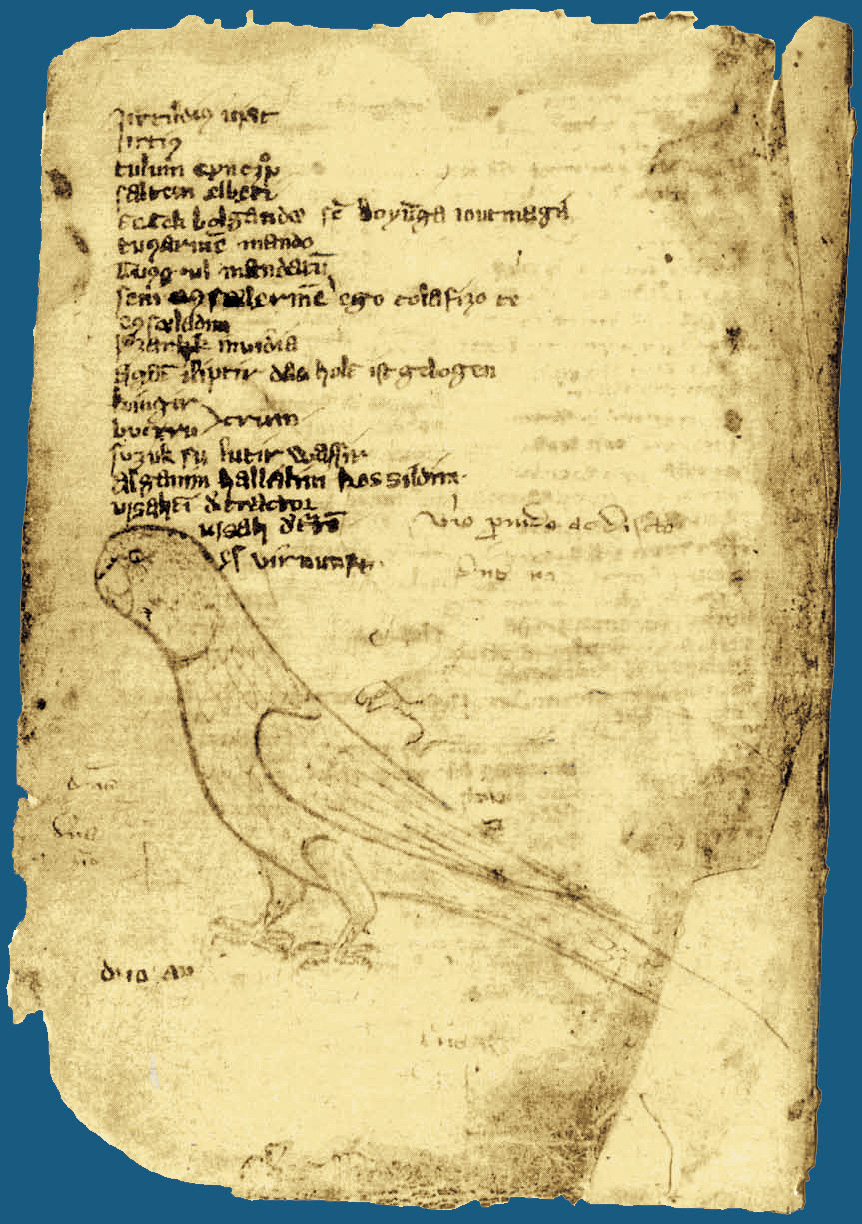
صفحة من كتاب Codex Cumanicus

امتدت هجرات الأتراك من شمال بحر الخزر والبحر الأسود حتى داخل أوروبا حتى القرن الخامس عشر. القبچاقيون كانوا أبرز هذه الأقوام في شمال البحر الأسود وبحر الخزر، واعتمدت اللغة التركية المكتوبة في هذه المنطقة على قواعد القبچاقية.
رغم اتساع نفوذ القبچاق، لم يؤسسوا دولة مستقرة وسقطوا تحت ضغط هجمات المغول في القرن الثالث عشر، مما أدى إلى تفرقهم وامتزاجهم مع شعوب أخرى في أوروبا الشرقية.
ظهرت أعمال أدبية باللهجة القبچاقية، من أشهرها كتاب "Codex Cumanicus"، وهو عمل أدبي هام عن القبچاقيين.
في المناطق المملوكية مثل سوريا ومصر، استخدمت اللغة التركية القبچاقية لتعليم الأتراك اللغة المحلية، وظهرت كتب قواعد وقواميس وأعمال أدبية ودينية وعسكرية. بحلول القرن الخامس عشر، بدأت هذه اللهجة تتغير، واختفت مع الفتح العثماني لمصر.

### اللهجة التركية الشرقية (اللهجة الچغطائية)

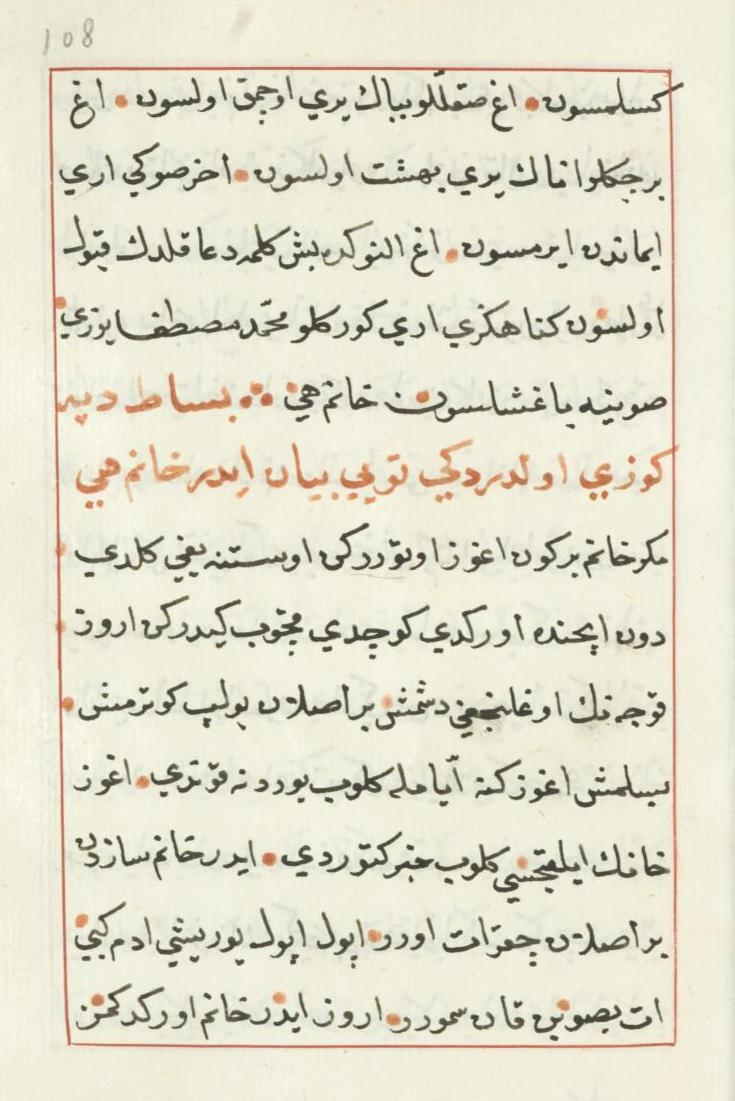
من كتاب داده قورقت

اللهجة الچغطائية هي امتداد للهجة القرة خانية والخوارزمية، وأطلقت عليها أيضاً اللهجة التركية الشرقية أو لغة نوائي نسبة إلى الشاعر عليشير نوائي.
تطورت في عهد التيموريين (1405-1506)، وكانت لغة الأدب في تلك الحقبة. اسم "چغطاي" يرجع إلى ابن جنكيز خان الثاني، وحكم منطقة ما وراء النهر.
تميزت اللهجة الچغطائية بالتأثر العميق بالأدب العربي والفارسي، حيث كانت الفارسية لغة رسمية في دول آسيا الوسطى التركية، وكان لها أثر كبير في الأدب.
تنقسم مراحل تطور الأدب الچغطائي إلى:
- اللغة الچغطائية الأولى (قبل الكلاسيكية، حتى 1465م)
- اللغة الچغطائية الكلاسيكية (1465-1600م)
- اللغة الچغطائية بعد الكلاسيكية (1600-1920م)
- كان لمدن مثل سمرقند وحرات ومرو دور بارز في تطور الثقافة واللغة. [38][39]

### اللهجة التركية الآذارية
اللهجة الآذارية هي لهجة أذربيجان، وهي قريبة جداً من اللغة التركية في البناء النحوي والمعجم. تستخدم في جمهورية أذربيجان وعند الجماعات الآذرية في إيران.
برز الأدب الآذاري الذي احتوى على العديد من الألفاظ العربية والفارسية. كتب الأدباء الآذريون بالخط العربي، لكن بعد إعلان جمهورية أذربيجان السوفيتية عام 1918، تحول نظام الكتابة إلى اللاتيني عام 1924، ثم إلى الكيريلية عام 1939، ثم عاد الخط اللاتيني بعد استقلال أذربيجان. أما في إيران فلا تزال اللغة الآذرية تكتب بالخط العربي.

## اللغة التركية في العصر العثماني

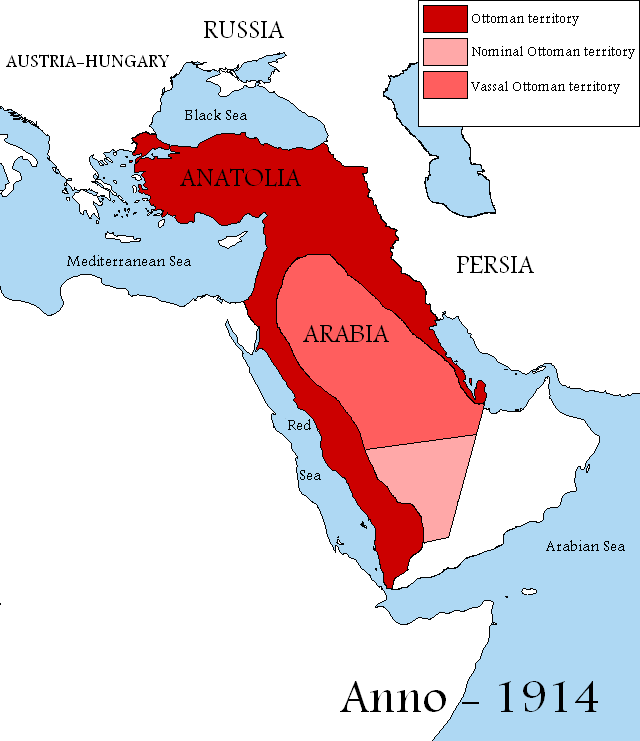
الدولة العثمانية قبل الحرب العالمية الأولى

يمثل العصر العثماني مرحلة هامة في تطور اللغة التركية، إذ بدأت هذه المرحلة من القرن الخامس عشر واستمرت حتى القرن العشرين، وشهدت تطورًا ملحوظًا داخل حدود الإمبراطورية العثمانية. لم يكن هذا التطور مجرد تأثر باللغتين العربية والفارسية، بل كان نتيجة محاولة اللغة التركية تعزيز أدواتها اللغوية عبر استعارة العديد من المفردات والتراكيب من اللغتين السابقتين، وتكييفها لتتناسب مع بنيتها اللغوية.
تُظهر المصادر أن اللغة التركية العثمانية استخدمت ثروة لغوية مشتركة من الحضارة الإسلامية، حيث دخلت كلمات عربية وفارسية عديدة إلى اللغة، وتم تتريكها في أغلب الأحيان. ولم يقتصر استخدام اللغة على الأدب فقط، بل شمل جميع مجالات الحياة الاجتماعية والسياسية، ما يفسر وجود آلاف الكتب المكتوبة بهذه اللغة في مجالات الأدب، التاريخ، القانون، والاقتصاد خلال فترة تزيد على خمسمائة عام.
تتمتع اللغة الفارسية والعربية بأهمية بارزة في البلاط العثماني والمدارس، فقد كانت الفارسية لغة الثقافة الراقية والشعر، والعربية لغة الدين والعلوم الشرعية. كما تبنى الشعراء الأتراك الأساليب الأدبية الفارسية، ما أدى إلى دخول مصطلحات وتراكيب فارسية إلى اللغة التركية العثمانية. غير أن تعقيد بنية الشعر والنثر نتيجة الاستخدام المكثف للعناصر العربية والفارسية أدى إلى فجوة بين لغة الأدب ولغة الحديث بين عامة الناس.

### مرحلة بداية اللغة التركية العثمانية
تمتد هذه المرحلة من النصف الثاني للقرن الخامس عشر وحتى القرن السادس عشر، وشهدت توسع الإمبراطورية العثمانية وتوحيد لغة الكتابة الرسمية. كانت اللغة التركية هي اللغة الرسمية في الإدارة، العلم، والفن. في هذه الفترة ازداد تدريس اللغتين العربية والفارسية في المدارس، وبدأ الشعراء يدمجون العديد من مفردات هاتين اللغتين في أعمالهم الأدبية.
كانت اللغة التركية في هذه المرحلة ما تزال أقرب إلى اللغة المحكية نسبياً، مع ظهور أول علامات التكلف اللغوي التي ازداد تأثيرها لاحقًا.

### المرحلة الكلاسيكية للغة التركية العثمانية
بدأت من القرن السادس عشر وتمتد حتى منتصف القرن التاسع عشر، وبلغت الإمبراطورية العثمانية ذروة قوتها. شهدت هذه الفترة تطورًا كبيرًا في اللغة التركية نتيجة ازدياد كلمات العربية والفارسية. ازدادت الفروق بين لغة النخب ولغة عامة الناس، حيث أصبحت لغة الكتابة أكثر تعقيدًا وأبعد ما تكون عن لغة الحديث.
تميز الشعر والنثر في هذه المرحلة بالتكلف اللغوي، وبرز شعراء كبار مثل ذاتي، فضولي، وباقي، الذين كان لهم أثر بارز في الأدب التركي الكلاسيكي. كما شهد القرن الثامن عشر ظهور تيارات محلية تبسط اللغة وتقلل من التأثر بالأدب الفارسي.

### مرحلة التجديد في اللغة التركية العثمانية
بدأت هذه المرحلة في منتصف القرن التاسع عشر واستمرت حتى بداية القرن العشرين، وتميزت بظهور الأدب التركي الحديث، خاصة بعد تنظيمات 1893م. تأثر الأدب التركي في هذه الفترة بالأدب الغربي، مع محاولات لتقريب لغة الكتابة إلى لغة الحديث، لتسهيل وصول الأفكار الجديدة إلى الشعب.
برزت جماعات أدبية مثل «جماعة التنظيمات» التي دعت إلى تبسيط اللغة، وجماعة «ثروت فنون» التي تأثرت بالأدب الفرنسي، وفضلت استخدام لغة أكثر تعقيدًا، مما أدى إلى تعدد التيارات والاختلاف في اللغة خلال هذه الفترة.